# 192-й истребительный авиационный полк
192-й истребительный авиационный полк — воинское подразделение вооружённых СССР в Великой Отечественной войне.

## История
Полк формировался весной 1941 года в Ленинградском военном округе, к 22 июня 1941 года формирование не было закончено. Был вооружён истребителями И-153
В составе действующей армии во время Великой Отечественной войны с 22 июня 1941 по 10 ноября 1941, с 19 мая 1942 по  6 июня 1942, с 16 июля 1942 по 15 августа 1942, с 8 мая 1943 по 13 декабря 1943 и с 15 мая 1944 по 11 мая 1945 года
С 7 июля 1941 года полк был включён в состав 7-го авиакорпуса ПВО, после чего до декабря 1941 года осуществлял противововздушную оборону Ленинграда, перехватывал самолёты противника, штурмовал наземные войска и укрепления.
С середины августа 1941 года приступил к ночному боевому дежурству над Ленинградом, базировался на аэродроме Витино, затем на аэродроме Шоссейная. 13 сентября 1941 года под артиллерийско-миномётным обстрелом исправные самолёты вылетели с аэродрома и приземлились в Горской северо-западнее Ленинграда. Оставшийся на аэродроме лётно-технический состав вместе с бойцами 47-го батальона аэродромного обслуживания вёл бой на земле с прорвавшимися немецкими подразделениями неприятеля. До 4 октября 1941 года полк налетал 1503 часа из них 131 час ночью, сбил 14 неприятельских самолётов, из которых два тараном при своих потерях в 13 лётчиков погибшими и 8 ранеными.
4 октября 1941 года отведён на переформирование. Вооружён истребителями ЛаГГ-3. В 1942 году дважды по месяцу привлекался в действующую армию, в течение мая-июня 1942 года действовал над Донбассом и  на Дону, в июле-августе 1942 года - в Ставропольском крае и Северном Кавказе.
С 15 августа 1942 года по май 1943 года находился в резерве, переобучился на самолёты Ла-5.
Перелетел на фронт по маршруту Елец - Щигры, куда прибыл 8 мая 1943 года.
Принимал участие в Курской битве, действуя в районе Поныри, Малоархангельск, Ольховатка. В первый день Курской битвы полк прикрывает самолёты 3-го бомбардировочного корпуса, наносящего удар по сосредоточенным немецким наземным войска. 6 июля 1943 особенно отличилась группа истребителей в составе восьми самолётов под командованием старшего лейтенанта Мельниченко, которая сбила в бою семь бомбардировщиков. Однако при этом полк только за 5 июля 1943 года потерял 9 самолётов сбитыми, а всего за время оборонительной фазы Курской битвы 17 самолётов.
На 11 сентября 1943 года базируется на аэродроме в г. Глухов, на 25 сентября 1943 года - в Конотопе. Поддерживал наступление советских войск в Курской и  Черниговской областях. С конца декабря 1943 года в боях не участвовал, базировался на аэродроме в Новозыбковском районе вплоть до июня 1944 года.
В августе 1944 года полк перебазировался в Румынию, прикрывал самолёты Ил-2 2-го штурмового авиационного корпуса в ходе проведения Ясско-Кишинёвской операции.
На 18 сентября 1944 года базируется на аэродроме в Бакэу, совершает вылеты в район Одорхэй. На 1 января 1945 года базируется в Венгрии на аэродроме Эрхень. В 1945 году принимает участие в Венской и Пражской наступательных операциях.

## Полное наименование
- 192-й истребительный авиационный ордена Кутузова полк

## Подчинение
| Дата            | Фронт (округ)            | Армия                | Корпус                                    | Дивизия                                  | Примечания          |
| --------------- | ------------------------ | -------------------- | ----------------------------------------- | ---------------------------------------- | ------------------- |
| 22.06.1941 года | Северный фронт           | -                    | -                                         | 54-я истребительная авиационная дивизия  | -                   |
| 01.07.1941 года | Северный фронт           | -                    | -                                         | 54-я истребительная авиационная дивизия  | -                   |
| 10.07.1941 года | Северный фронт           | -                    | 7-й истребительный авиационный корпус ПВО | -                                        | -                   |
| 01.08.1941 года | Северный фронт           | -                    | 7-й истребительный авиационный корпус ПВО | -                                        | -                   |
| 01.09.1941 года | Ленинградский фронт      | -                    | 7-й истребительный авиационный корпус ПВО | -                                        | -                   |
| 01.10.1941 года | Ленинградский фронт      | -                    | 7-й истребительный авиационный корпус ПВО | -                                        | -                   |
| 01.11.1941 года | Ленинградский фронт      | -                    | 7-й истребительный авиационный корпус ПВО | -                                        | -                   |
| 01.12.1941 года | -                        | -                    | -                                         | -                                        | на переформировании |
| 01.01.1942 года | Московский военный округ | -                    | -                                         | -                                        | -                   |
| 01.02.1942 года | Московский военный округ | -                    | -                                         | -                                        | -                   |
| 01.03.1942 года | Московский военный округ | -                    | -                                         | -                                        | -                   |
| 01.04.1942 года | Московский военный округ | -                    | -                                         | -                                        | -                   |
| 01.05.1942 года | Московский военный округ | -                    | -                                         | -                                        | -                   |
| 01.06.1942 года | Южный фронт              | 4-я воздушная армия  | -                                         | -                                        | -                   |
| 01.07.1942 года | Резерв Ставки ВГК        | -                    | -                                         | -                                        | -                   |
| 01.08.1942 года | -                        | -                    | -                                         | -                                        | нет данных          |
| 01.09.1942 года | Резерв Ставки ВГК        | -                    | -                                         | -                                        | -                   |
| 01.10.1942 года | Закавказский фронт       | -                    | -                                         | -                                        | -                   |
| 01.11.1942 года | Резерв Ставки ВГК        | -                    | -                                         | -                                        | -                   |
| 01.12.1942 года | Московский военный округ | -                    | -                                         | -                                        | -                   |
| 01.01.1943 года | Московский военный округ | -                    | -                                         | -                                        | -                   |
| 01.02.1943 года | Московский военный округ | -                    | -                                         | -                                        | -                   |
| 01.03.1943 года | Московский военный округ | -                    | -                                         | -                                        | -                   |
| 01.04.1943 года | Московский военный округ | -                    | -                                         | -                                        | -                   |
| 01.05.1943 года | Московский военный округ | -                    | -                                         | -                                        | -                   |
| 01.06.1943 года | Центральный фронт        | 16-я воздушная армия | 6-й истребительный авиационный корпус     | 273-я истребительная авиационная дивизия | -                   |
| 01.07.1943 года | Центральный фронт        | 16-я воздушная армия | 6-й истребительный авиационный корпус     | 279-я истребительная авиационная дивизия | -                   |
| 01.08.1943 года | Центральный фронт        | 16-я воздушная армия | 6-й истребительный авиационный корпус     | 279-я истребительная авиационная дивизия | -                   |
| 01.09.1943 года | Центральный фронт        | 16-я воздушная армия | 6-й истребительный авиационный корпус     | 279-я истребительная авиационная дивизия | -                   |
| 01.10.1943 года | Центральный фронт        | 16-я воздушная армия | 6-й истребительный авиационный корпус     | 279-я истребительная авиационная дивизия | -                   |
| 01.11.1943 года | Белорусский фронт        | 16-я воздушная армия | 6-й истребительный авиационный корпус     | 279-я истребительная авиационная дивизия | -                   |
| 01.12.1943 года | Белорусский фронт        | 16-я воздушная армия | 6-й истребительный авиационный корпус     | 279-я истребительная авиационная дивизия | -                   |
| 01.01.1944 года | Орловский военный округ  | -                    | -                                         | 279-я истребительная авиационная дивизия | -                   |
| 01.02.1944 года | Орловский военный округ  | -                    | -                                         | 279-я истребительная авиационная дивизия | -                   |
| 01.03.1944 года | Орловский военный округ  | -                    | -                                         | 279-я истребительная авиационная дивизия | -                   |
| 01.04.1944 года | Резерв Ставки ВГК        | -                    | 6-й истребительный авиационный корпус     | 279-я истребительная авиационная дивизия | -                   |
| 01.05.1944 года | Резерв Ставки ВГК        | -                    | 6-й истребительный авиационный корпус     | 279-я истребительная авиационная дивизия | -                   |
| 01.06.1944 года | 1-й Белорусский фронт    | 16-я воздушная армия | 6-й истребительный авиационный корпус     | 279-я истребительная авиационная дивизия | -                   |
| 01.07.1944 года | 1-й Белорусский фронт    | 16-я воздушная армия | -                                         | 279-я истребительная авиационная дивизия | -                   |
| 01.08.1944 года | 1-й Белорусский фронт    | 16-я воздушная армия | -                                         | 279-я истребительная авиационная дивизия | -                   |
| 01.09.1944 года | 2-й Украинский фронт     | 5-я воздушная армия  | -                                         | 279-я истребительная авиационная дивизия | -                   |
| 01.10.1944 года | 2-й Украинский фронт     | 5-я воздушная армия  | -                                         | 279-я истребительная авиационная дивизия | -                   |
| 01.11.1944 года | 2-й Украинский фронт     | 5-я воздушная армия  | -                                         | 279-я истребительная авиационная дивизия | -                   |
| 01.12.1944 года | 2-й Украинский фронт     | 5-я воздушная армия  | -                                         | 279-я истребительная авиационная дивизия | -                   |
| 01.01.1945 года | 2-й Украинский фронт     | 5-я воздушная армия  | -                                         | 279-я истребительная авиационная дивизия | -                   |
| 01.02.1945 года | 2-й Украинский фронт     | 5-я воздушная армия  | -                                         | 279-я истребительная авиационная дивизия | -                   |
| 01.03.1945 года | 2-й Украинский фронт     | 5-я воздушная армия  | -                                         | 279-я истребительная авиационная дивизия | -                   |
| 01.04.1945 года | 2-й Украинский фронт     | 5-я воздушная армия  | -                                         | 279-я истребительная авиационная дивизия | -                   |
| 01.05.1945 года | 2-й Украинский фронт     | 5-я воздушная армия  | -                                         | 279-я истребительная авиационная дивизия | -                   |

## Командиры
- Галицын, Георгий Михайлович, майор, 22.06.1941 - 24.06.1941
- Кизилов, Пётр Петрович, капитан 07.1941 - 23.10.1943, погиб
- Федотов, Иван Яковлевич, гвардии майор, 01.11.43 - 09.05.1945
- Бородачёв Виктор Иванович[1], гвардии подполковник, 1951
- Панченко, Пётр Петрович, гвардии подполковник, с 1960 года гвардии полковник,  июнь 1957 - август 1966

## Награды и наименования
| Награда                    | Дата             | За что получена |
| -------------------------- | ---------------- | --- |
| Орден Кутузова III степени | 4 июня 1945 года | за образцовое выполнение заданий командования в боях с немецкими захватчиками при овладении городами Яромержице, Зноймо, Голлабрун, Штоккерау и проявленные при этом доблесть и мужество Указом Президиума Верховного Совета СССР от 4 июня 1945 года награждён орденом Кутузова III степени |

## Отличившиеся воины полка
| Награда                    | Ф.И.О.                     | Должность           | Звание               | Данные о вылетах                                                  | Дата награждения | Примечания                                                                 |
| -------------------------- | -------------------------- | ------------------- | -------------------- | ----------------------------------------------------------------- | ---------------- | -------------------------------------------------------------------------- |
| Герой Российской Федерации | Леонов, Иван Антонович     | лётчик              | полковник в отставке | к середине июля 1943 совершил 50 боевых вылетов, сбил 5 самолётов | 16.02.1995       | единственный в мире боевой лётчик, воевавший в небе с ампутированной рукой |
| -                          | Клёнин, Алексей Матвеевич  | Лётчик              | лейтенант            | -                                                                 | -                | 15.08.1941 совершил таран, погиб                                           |
| -                          | Шаповалов, Василий Титович | командир эскадрильи | капитан              | -                                                                 | -                | 11.08.1941 совершил таран, погиб 26.08.1941                                |